# Guatemala i olympiska sommarspelen 2016
Guatemala deltog med 21 deltagare vid de olympiska sommarspelen 2016 i Rio de Janeiro. Ingen av landets deltagare erövrade någon medalj.

## Badminton
| Spelare      | Gren       | Grupp             | Grupp                                 | Grupp                  | Eliminering       | Kvartsfinal       | Semifinal         | Final / BM        | Final / BM       |                  |
| Spelare      | Gren       | Motståndare Poäng | Motståndare Poäng                     | Placering              | Motståndare Poäng | Motståndare Poäng | Motståndare Poäng | Motståndare Poäng | Placering        |                  |
| ------------ | ---------- | ----------------- | ------------------------------------- | ---------------------- | ----------------- | ----------------- | ----------------- | ----------------- | ---------------- | ---------------- |
| Kevin Cordón | Herrsingel | Chen L (CHN) L WO | Dziółko (POL) L (21–18, 10–21, 13–21) | Karunaratne (SRI) L WO | 4                 | Gick inte vidare  | Gick inte vidare  | Gick inte vidare  | Gick inte vidare | Gick inte vidare |

## Cykling

### Landsväg
| Idrottare    | Gren                | Tid             | Placering       |
| ------------ | ------------------- | --------------- | --------------- |
| Manuel Rodas | Herrarnas linjelopp | Fullföljde inte | Fullföljde inte |

## Friidrott
Förkortningar
- Notera– Placeringar avser endast det specifika heatet.
- Q = Tog sig vidare till nästa omgång
- q = Tog sig vidare till nästa omgång som den snabbaste förloraren eller, i fältgrenarna, genom placering utan att nå kvalgränsen
- NR = Nationellt rekord
- N/A = Omgången fanns inte i grenen
- Bye = Idrottaren behövde inte tävla i omgången

Herrar
| Idrottare            | Gren                 | Final    | Final     |
| Idrottare            | Gren                 | Resultat | Placering |
| -------------------- | -------------------- | -------- | --------- |
| Erick Barrondo       | Herrarnas 20 km gång | 1:27:01  | 50        |
| Mario Bran           | Herrarnas 50 km gång | 4:15:14  | 40        |
| José Amado García    | Herrarnas maraton    | 2:30:11  | 118       |
| Jaime Quiyuch        | Herrarnas 50 km gång | DSQ      | DSQ       |
| José María Raymundo  | Herrarnas 20 km gång | 1:29:07  | 56        |
| Juan Carlos Trujillo | Herrarnas maraton    | 2:20:24  | 67        |

Damer
| Idrottare              | Gren                | Final    | Final     |
| Idrottare              | Gren                | Resultat | Placering |
| ---------------------- | ------------------- | -------- | --------- |
| Mayra Carolina Herrera | Damernas 20 km gång | DSQ      | DSQ       |
| Mirna Ortiz            | Damernas 20 km gång | 1:35:11  | 30        |
| Maritza Poncio         | Damernas 20 km gång | 1:40:09  | 52        |

## Gymnastik

### Artistisk
Damer
| Gymnast         | Gren                 | Kval    | Kval    | Kval    | Kval    | Kval   | Kval      | Final            | Final            | Final            | Final            | Final            | Final            |
| Gymnast         | Gren                 | Redskap | Redskap | Redskap | Redskap | Totalt | Placering | Redskap          | Redskap          | Redskap          | Redskap          | Totalt           | Placering        |
| Gymnast         | Gren                 | V       | UB      | BB      | F       | Totalt | Placering | V                | UB               | BB               | F                | Totalt           | Placering        |
| --------------- | -------------------- | ------- | ------- | ------- | ------- | ------ | --------- | ---------------- | ---------------- | ---------------- | ---------------- | ---------------- | ---------------- |
| Ana Sofía Gómez | Individuell mångkamp | 14,766  | 13,766  | 13,400  | 12,900  | 54,832 | 32        | Gick inte vidare | Gick inte vidare | Gick inte vidare | Gick inte vidare | Gick inte vidare | Gick inte vidare |

## Judo
| Idrottare  | Gren                           | Omgång 1                    | Omgång 2             | Kvartsfinaler        | Semifinaler          | Återkval             | Final / BM           | Final / BM       |                  |
| Idrottare  | Gren                           | Motståndare Resultat        | Motståndare Resultat | Motståndare Resultat | Motståndare Resultat | Motståndare Resultat | Motståndare Resultat | Placering        |                  |
| ---------- | ------------------------------ | --------------------------- | -------------------- | -------------------- | -------------------- | -------------------- | -------------------- | ---------------- | ---------------- |
| José Ramos | Herrarnas extra lättvikt −60kg | Tsogtbaatar (MGL) L 000–100 | Gick inte vidare     | Gick inte vidare     | Gick inte vidare     | Gick inte vidare     | Gick inte vidare     | Gick inte vidare | Gick inte vidare |

## Modern femkamp
| Idrottare         | Gren                 | Fäktning (värja en stöt) | Fäktning (värja en stöt) | Fäktning (värja en stöt) | Fäktning (värja en stöt) | Simning (200 m frisim) | Simning (200 m frisim) | Simning (200 m frisim) | Ridning (hoppning) | Ridning (hoppning) | Ridning (hoppning) | Kombinerat: skytte/löpning (10 m luftpistol)/(3200 m) | Kombinerat: skytte/löpning (10 m luftpistol)/(3200 m) | Kombinerat: skytte/löpning (10 m luftpistol)/(3200 m) | Totalpoäng | Slutlig placering |
| Idrottare         | Gren                 | RR                       | BR                       | Placering                | Poäng                    | Tid                    | Placering              | Poäng                  | Straff             | Placering          | Poäng              | Tid                                                   | Placering                                             | Poäng                                                 | Totalpoäng | Slutlig placering |
| ----------------- | -------------------- | ------------------------ | ------------------------ | ------------------------ | ------------------------ | ---------------------- | ---------------------- | ---------------------- | ------------------ | ------------------ | ------------------ | ----------------------------------------------------- | ----------------------------------------------------- | ----------------------------------------------------- | ---------- | ----------------- |
| Charles Fernández | Herrar, individuellt | 19–16                    | 0                        | 16                       | 214                      | 2:03,18                | 14                     | 331                    | 29                 | 27                 | 271                | 11:21,49                                              | 11                                                    | 619                                                   | 1435       | 15                |
| Isabel Brand      | Damer, individuellt  | 14–21                    | 0                        | 31                       | 184                      | 2:22,57                | 34                     | 273                    | 7                  | 8                  | 293                | 12:54,11                                              | 13                                                    | 526                                                   | 1276       | 21                |

## Segling
| Seglare             | Gren            | Lopp | Lopp | Lopp | Lopp | Lopp | Lopp | Lopp | Lopp | Lopp | Lopp | Lopp | Nettopoäng | Finalplacering |
| Seglare             | Gren            | 1    | 2    | 3    | 4    | 5    | 6    | 7    | 8    | 9    | 10   | M*   | Nettopoäng | Finalplacering |
| ------------------- | --------------- | ---- | ---- | ---- | ---- | ---- | ---- | ---- | ---- | ---- | ---- | ---- | ---------- | -------------- |
| Juan Ignacio Maegli | Herrarnas laser | 18   | 14   | 3    | 7    | 16   | 25   | 18   | 17   | 3    | 7    | 14   | 117        | 8              |

## Simning
| Simmare        | Gren                      | Heat    | Heat      | Semifinal        | Semifinal        | Final            | Final            |
| Simmare        | Gren                      | Tid     | Placering | Tid              | Placering        | Tid              | Placering        |
| -------------- | ------------------------- | ------- | --------- | ---------------- | ---------------- | ---------------- | ---------------- |
| Luis Martínez  | Herrarnas 100 m fjärilsim | 52,22   | 19        | Gick inte vidare | Gick inte vidare | Gick inte vidare | Gick inte vidare |
| Valerie Gruest | Damernas 400 m frisim     | 4.19,58 | 29        | i.u.             | i.u.             | Gick inte vidare | Gick inte vidare |
| Valerie Gruest | Damernas 800 m frisim     | 8.39,80 | 22        | i.u.             | i.u.             | Gick inte vidare | Gick inte vidare |